# Under the Burbot's Nest
Under the Burbot's Nest er en demo af det finske thrash metal-band Ancestor der blev udgivet i 1998. Efter denne demoudgivelse brød bandet op og de samme medlemmer stiftede Kalmah.

## Numre
1. "Tune of Death"
2. "The Hellfire"
3. "Darkness that Lights Ahead"